# أمة (موقع ويب)
موقع أمة الإلكتروني هو موقع ثقافي وإعلامي للمجتمع المسلم الفرنسي. تأسس في سبتمبر 1999. يتابع الموقع أكثر من 120.000 متابع، بشكل رئيسي في فرنسا.

## روابط خارجية
- الموقع الرسمي